# Taskiwin
Il taskiwin è una danza bellica maschile accompagnata da flauti e tamburi diffusa nell'Alto Atlante occidentale. Il suo nome deriva dal corno di polvere che i ballerini portano sulla spalla sinistra. Secondo alcune testimonianze risalenti agli inizi del XX secolo, questa danza sarebbe servita a preservare il sentimento di fratellanza all'interno del leffê, ovvero il sistema di alleanze che fino agli anni 30' aveva diviso il popolo berbero in due fazioni.
Per via dell'avvento della globalizzazione, questa danza ha subito un forte declino e solo in pochi villaggi viene ancora  praticata. Per questi motivi, nel 2017 è stata inclusa nella lista del patrimonio culturale immateriale che necessita di urgente tutela dell'UNESCO.

## Descrizione
Il taskiwin richiede circa 20 uomini con tre tamburi a cornice alti, almeno un flauto talcwwatt e un piccolo tamburo a forma di calice detto agwal portato da ogni danzatore. Riguardo all'abbigliamento, ogni partecipante indossa un burnus e un turbante bianchi, una cintura ricamata, un pugnale custodito in un fodero d'argento riccamente decorato che pende sulla spalla e un corno da polvere anch'esso decorato attaccato alla spalla sinistra da cui pendono frange e campanelli bordeaux scuro.
Durante la performance i ballerini formano un cerchio con i loro agwal attorno ai musicisti e suonano un'astara che richiama il resto della popolazione locale. La forma musicale presenta una struttura binaria e ciascuna parte corrisponde a un certo tipo di figure coreografiche e schemi ritmici e melodici. In una notte vengono eseguiti 8 taskiwin intervallati da danze eseguite da ragazze dalla durata di 2 o 3 minuti.
Questa danza mira a rendere lo spettatore consapevole dell'inutilità di questo mondo e a liberarlo dalle sue malvagità. La prima parte consiste nel suono dei flauti che ricordano agli spettatori eventi della vita sia felici che infelici, la seconda parte invece è volta a far dimenticare i problemi della vita. Le armi invece non mostrano la guerra o la morte, bensì hanno la funzione di dare un senso alle azioni dell'uomo. In tal senso, il taskiwin non è volto a rafforzare lo spirito guerriero, ma ad attenuarlo.